# جوزيف وامبو
جوزيف ألويسيوس وامبو الابن (بالإنجليزية: Joseph Aloysius Wambaugh, Jr.)‏ (ولد في 22 يناير 1937) هو كاتب أمريكي حقق أفضل المبيعات معروف برواياته الخيالية وغير الخيالية عن عمل الشرطة في الولايات المتحدة. تمحورت العديد من رواياته الأولى في لوس أنجلوس، كاليفورنيا، والمناطق المحيطة بها، وصور ضباط شرطة لوس أنجلوس على أنهم أبطال. ترشح لأربعة جوائز إدغار أوردز (وفاز بثلاث منها)، وسمته منظمة كتّاب غموض أمريكا بالكاتب العظيم.

## نشأته
ولد وامبو في شرق بيتسبرغ، بنسيلفانيا، وهو ابن ضابط شرطة. انضم إلى قوات مشاة البحرية الأمريكية في سن 17 (يُذكر هذا العنصر في العديد من رواياته) وتزوج في سن 18. إن وامبو ذو أصل أيرلندي وألماني. هو جد جيك وامبو، لاعب كرة قدم في جامعة واشنطن وبطل مؤتمر بّي إيه سي 12 مرتين.

## مهنة الشرطة
حصل وامبو على درجة دبلوم جامعي في الآداب من كلية تشافي وانضم إلى قسم شرطة لوس أنجلوس (إل إيه بّي دي) في عام 1960. عمل لمدة 14 عامًا، حيث ارتقت رتبته من شرطي دورية إلى محقق رقيب. ارتداد أيضًا جامعة ولاية كاليفورنيا، لوس أنجلوس، حيث حصل على إجازة في الآداب وماجستير في الآداب.

## مهنة الكتابة

### الموضوعات
دفعت وجهة نظر وامبو حول عمل الشرطة إلى كتابة روايته الأولى المقاتلين الآليين الجدد، التي نُشرت في أوائل عام 1971 وحصلت على إشادة النقاد ونجاح شعبي كبير. نجحت كتب وامبو المبكرة بينما كان ما يزال يعمل في قسم المباحث وذُكر أنه قال: «سيكون لدي رجال مقيدون بالأصفاد يطلبون مني تذكارات».
سرعان ما أصبح وامبو كاتبًا بدوام كامل، وكان كاتب غزير الإنتاج وذو شعبية بدءًا من سبعينيات القرن العشرين. خلط بين كتابة الروايات (الفارس الأزرق، وقَارِئ القُدَّاس، والرخام الأسود) مع روايات غير خيالية عن الجريمة واستكشافها، المعروفة أيضاً بـ «الجريمة الحقيقية»: حقل البصل. وشملت كتبه في وقت لاحق قبة لامعة (جُسد بفيلم تلفزيوني بطولة جيمس غارنر وجون ليثغو)، ونجمة دلتا، وخطوط وظلال.
على نقيض رجال الشرطة الأبطال التقليديين، احضر وامبو نسيجًا شجاعًا للشخصيات الفاسدة من الشرطة. بدءًا من قَارِئ القُدَّاس، غير وامبو نهجه وبدأ في استخدام الكوميديا السوداء والأحداث المخزية للتأكيد على المخاطر النفسية الكامنة في عمل الشرطة الحضرية الحديثة. في كثير من الأحيان أُشير إلى العديد من الشخصيات بألقاب غير جذابة بدلاً من الأسماء المعطاة، في حين تُعطى الشخصيات الأخرى أسماء غريبة الأطوار لإظهار صورة كلمة فورية للقارئ. أصبح وامبو ناقدًا حاد لهيكل قيادة إل إيه بّي دي والأفراد العاملين هناك، وفي وقت لاحق، لحكومة المدينة أيضًا. على سبيل المثال شخصية «نائب الرئيس ديجبي بيتس» في الرخام الأسود، من المحتمل أن تكون إهانة مبطنة للمدير داريل غيتس.
بدءًا من الرخام الأسود في عام 1977، كرس وامبو ما لا يقل عن نصف السرد للملاحظات الساخرة من عادات وتبذير كاليفورنيا الجنوبية «الغنية والشهيرة» في نمط حياتها. يسخر الرخام الأسود من عروض الكلب والحياة الباهتة لباسادينا «القديمة»، ولكن ليس بشكل غير متعاطف تمامًا. استكشفت قبة لامعة صناعة السينما الإباحية، وتعمقت نجمة الدلتا في السياسة والخداع لجائزة نوبل والبحث العلمي، ومزقت أسرار هاري برايت نمط حياة أثرياء بالم سبرينغس مع المنازل الثانوية، والميول إلى المخدرات والشرب، والنوادي الريفية المقيدة.  كما كان كتاب الأسرار... دليلًا قاتمًا إلى حد ما لكيفية تأقلم الآباء مع فقدان أطفالهم. بالإضافة إلى كتابه البرتقالي الذهبي، الذي تدور أحداثه في مقاطعة أورانج. وأسبوع فينيغان، تدور أحداثه في سان دييغو، والعوامات، تدور أحداثه في سان دييغو ضمن أحداث سباق اليخوت كأس أميركا.
في عام 1992، أثار وامبو جدلاً بكتابه غير الخيالي أصداء في الظلام، استناداً إلى مقتل سوزان رينرت، وهي معلمة في مدرسة ميريون العليا في ضواحي فيلادلفيا، بنسيلفانيا. وادعى المنتقدون أن الكاتب دفع للمدع العام في محاكمة المدير جاي سي سميث لتحويل المعلومات إليه قبل إلقاء القبض عليه. ألغت المحكمة العليا في بنسيلفانيا إدانة سميث على أساس أن الادعاء أخفى وجود تراب كان يمكن أن يدعم قضية سميث. واعترف كبير المحققين، جون جي هولتز من شرطة ولاية بنسيلفانيا، في وقت لاحق بأنه قبل مبلغ 50 ألف دولار من المؤلف وامبو. رفع سميث دعوى قضائية ضد الشرطة بتهمة التواطؤ لإدانته زورًا، لكنه خسر بعد أن خلصت محكمة الاستئناف الفيدرالية إلى أنه على الرغم من إطلاق سراحه، فإن الأدلة على إدانته لا تزال دامغة.
واحدة من الكتب غير الخيالية الأكثر شهرة لوامبو هي دامٍ، الذي يحكي القصة وراء قضية بارزة في وقت مبكر حيث ساعدت بصمات الحمض النووي، في حل جريمتي قتل في ليستر، إنجلترا. وأسفرت أدلة الحمض النووي عن اعتقال وإدانة كولين بيتشفورك.
في عام 2003، أطلق العاشق الملتهب: قصة حقيقية، جلبت لوامبو الثاني جائزة إدغار له، لأفضل كتاب حقائق الجرائم. في عام 2004 حصل على جائزة منظمة كتّاب غموض أمريكا المعلم العظيم.
في أواخر القرن العشرين، بدأ وامبو أيضًا بتدريس دورات كتابة السيناريو كمحاضر ضيف لقسم المسرح في جامعة كاليفورنيا في سان دييغو.

## روابط خارجية
- جوزيف وامبو على موقع IMDb (الإنجليزية)
- جوزيف وامبو على موقع روتن توميتوز (الإنجليزية)
- جوزيف وامبو على موقع ميوزك برينز (الإنجليزية)
- جوزيف وامبو على موقع إن إن دي بي (الإنجليزية)
- جوزيف وامبو على موقع قاعدة بيانات الفيلم (الإنجليزية)